# Carlos Fernandes
Carlos Alberto Fernandes (Kinshasa, 8 december 1979) is een Angolees voetbaldoelman. Hij stond tot 2014 onder contract bij Moreirense FC, dat hem in 2013 overnam van CD Feirense.

## Clubcarrière
Carlos Fernandes begon zijn carrière bij de Portugese voetbalploeg SC Campomaiorense. Een jaar later ging hij naar een ander Portugese club, Amora FC. Daarna speelde hij nog bij enkele semi-professionele ploegen, totdat Boavista FC Carlos vastlegde. Daar speelde hij ook één jaar en kreeg daarna een bod van de Roemeense topclub Steaua Boekarest. Een jaar later keerde hij terug naar Boavista FC. Daarna werd hij voor een korte periode verhuurd aan het Iraanse Foolad FC. Daar speelde hij dertig wedstrijden en werd daarna verkocht aan Rio Ave FC. Na Rio Ave besloot hij om naar Bucaspor te gaan; Fernandes speelde na zijn periode in Turkije weer bij enkele clubs in de Portugese competitie.